# Chasteunuòu
Chasteu Nuòu (en francès Châteauneuf-la-Forêt) és un municipi francès situat al departament de l'Alta Viena i a la regió de la Nova Aquitània.

## Demografia
| 1962                                       | 1968  | 1975  | 1982  | 1990  | 1999  | 2007  |
| ------------------------------------------ | ----- | ----- | ----- | ----- | ----- | ----- |
| 2.095                                      | 2.098 | 2.169 | 1.984 | 1.805 | 1.615 | 1.616 |
| Des de 1962: població sense dobles comptes |       |       |       |       |       |       |

## Administració
| Període   | Identitat            | Partit |
| --------- | -------------------- | ------ |
| 1935-1971 | René Regaudie        | SFIO   |
| 1971-1985 | Michel Sinibaldi     |        |
| 1985-1989 | Robert Dumeylet      |        |
| 1989-1994 | Claude Dupré         |        |
| 1994-2001 | Jean-Pierre Bonneval | UDF    |
| 2001-2002 | Micheline Piedfort   |        |
| 2002-     | Marc Montaudon       | PCF    |